# Tsukimi
Se trata de unos festivales, de Japón en honor a la luna de otoño. La celebración de la luna llena, se llevan a cabo entre septiembre y octubre.
Esta tradición llegó a Japón hace más de mil quinientos años desde China. Durante el período Heian los miembros de la clase alta se reunían bordo de sus embarcaciones con el fin de ver el reflejo de la luna sobre la superficie del agua y recitar poesía bajo la luna llena.

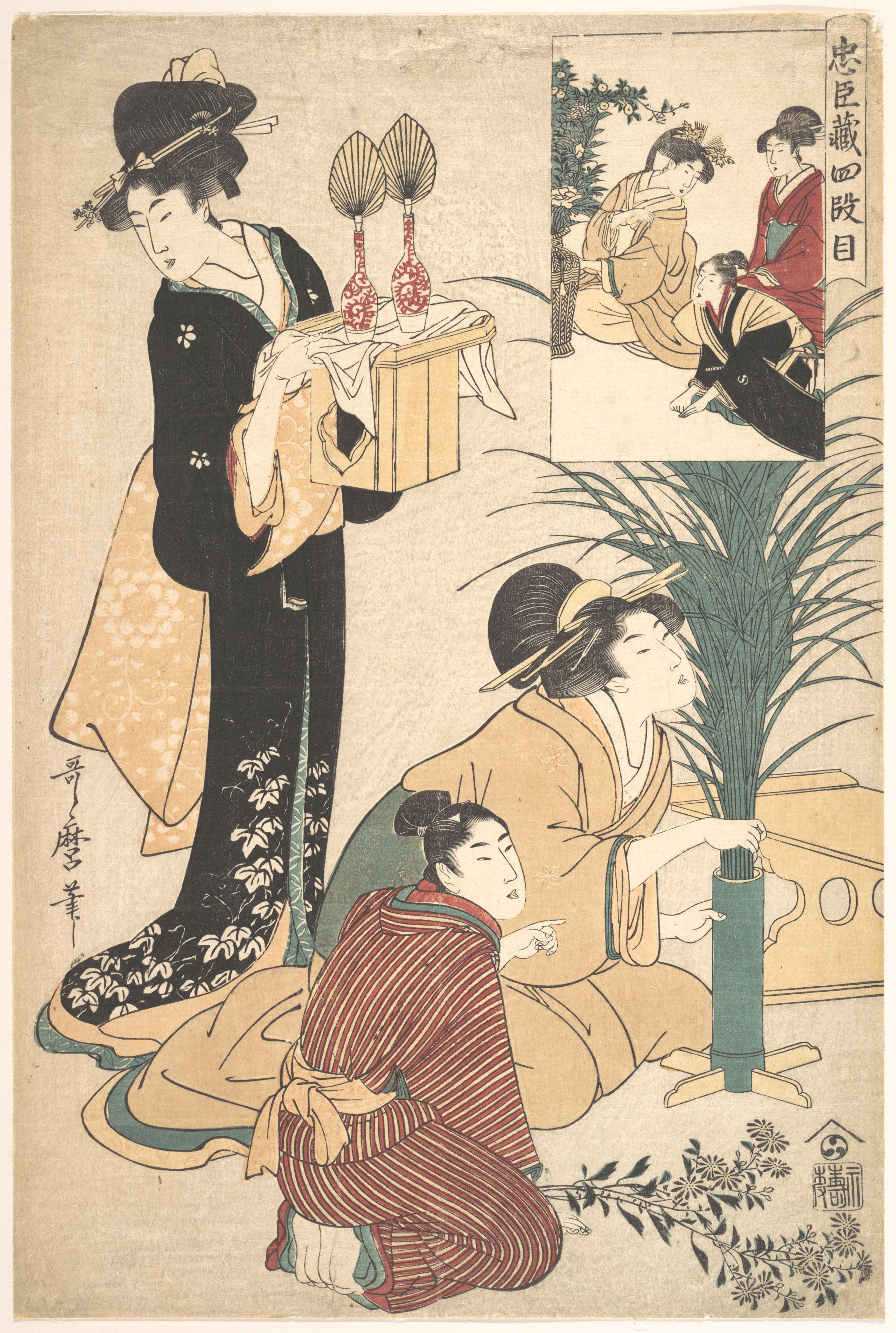
Mirar la Luna

Es una tradición que llegó a Japón hace más de mil quinientos años desde China y que se popularizó durante la era Edo. El Tsukimi consiste en contemplar la Luna el primer día de otoño cuando la Luna está llena, y los días siguientes. Según la mitología China ese día se pueden ver conejos correteando por la Luna. La creencia de que en la Luna viven conejos viene del Budismo, es una leyenda originaria de la India que se transmitió y adaptó en China en forma de “Festival de la Luna” y en Japón se adaptó en forma de “Tsukimi”.
Desde la antigüedad, los japoneses han descrito el octavo mes lunisolar, correspondiente a septiembre en el actual calendario gregoriano, como el mejor momento para mirar a la luna, ya que las posiciones relativas de la tierra, el sol y la luna causan que la luna aparezca más brillante que de costumbre.

## Leyenda
La leyenda cuenta que Budha en una de sus reencarnaciones fue un conejo, y sus amigos eran un mono, una zorra y una nutria. Un día el conejo propuso a sus amigos que los días de Luna llena podrían buscar comida extra y se la darían a gente hambrienta. El primer día de Luna llena, el mono trajo plátanos, la zorra un cervatillo, y la nutria trajo pescado. Pero el conejo no pudo traer nada, porque lo único que comía era hierba y eso no lo comen los humanos, este se dio cuenta del gran problema en el que se había metido y decidió que ofrecería su carne como comida, después de un tiempo comunicó su decisión al “Rey del cielo”. Cuando llegó el momento, el rey creó una fogata y el conejo se saltó dentro de ella. Pero el fuego que había creado el “Rey del cielo” no estaba caliente, por eso el conejo no se quemó. El conejo se quejó de que el fuego no quemaba y el “Rey del cielo” le dijo "Lo importante es que tuviste buena voluntad y fuiste sincero cumpliendo tu promesa de dar tu propia carne como comida". Y el rey, como recompensa de ello, decidió dibujar un conejo gigante en la luna. 

## Historia
Desde el año 862 hasta 1683, el calendario japonés estaba puesto de manera que la luna llena caía en el día 13 de cada mes. En 1684, hubo una modificación en el calendario para que la luna nueva cayera en el primer día de cada mes, pasando la luna llena, dos días después, el día 15 del mes. Algunas personas de Tokio desplazaron su Tsukimi para el día 15 del mes, otros continuaron observando el festival el día 13. Además, hubo varias celebraciones regionales en algunas partes de Japón el día 17 del mes, así como las celebraciones budistas el día 23 o el 26, todos los cuales fueron utilizados a menudo como pretexto para fiestas nocturnas durante todo el otoño en el período de Edo, época en la cual se popularizó el tsukimi.

## Creencias y tradiciones

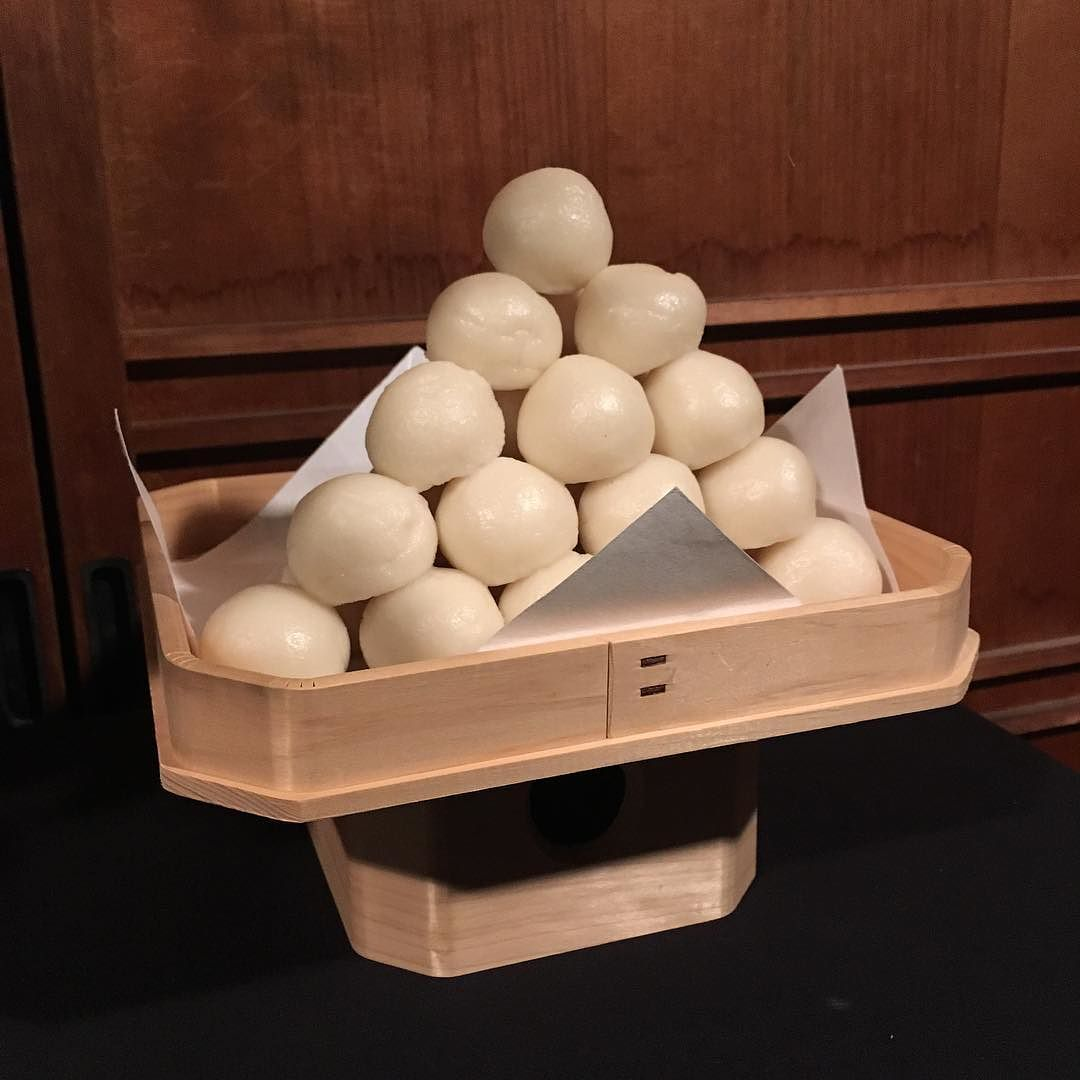
Tsukimi dango

En China se cree que en la Luna hay un conejo creando un elixir de la mortalidad. En Japón se cree que lo que hace el conejo, es amasar con un mazo un dulce típico japonés. Este proceso de amasar el mochi se dice en japonés “mochitsuki” (餅つき) que coincide con la pronunciación en japonés de la palabra “Luna llena” (mochitsuki 望月).
En la celebración del Tsukimi se juntan familiares y amigos al aire libre donde se pueda ver la Luna fácilmente. Se prepara una pequeña pirámide de bolitas de “tsukimi dango” que están hechas de “mochi”, que es el mismo dulce que amasa el conejo en la luna. También se ponen unas ramas de zuzuki y fruta, castañas, sake o boniatos. Todo esto se pone a la luz de la Luna como ofrenda a los Dioses, para dar las gracias por las cosechas de arroz de ese verano. Durante la celebración se pueden pedir deseos, se toma té y se escucha/toca música con koto o shakuhachi.
Esta fiesta también ha influenciado la cocina japonesa, cuando a una receta se le pone un huevo en el centro se llama "Tsukimi". cadenas de restauración como McDonalds tiene hamburguesas con esto durante la celebración de dicha fiesta.